# Benvenuti nella giungla
Benvenuti nella giungla è il primo album in studio del collettivo musicale italiano Dogo Gang, pubblicato il 28 marzo 2008 dalla Universal Music Group.

## Descrizione
Si tratta della prima pubblicazione del collettivo dopo il mixtape Roccia Music I (pubblicato nel 2005 insieme al rapper Marracash), i cui componenti si dividono le varie tracce tutte inedite eccetto tre remix. Il primo è il remix di Con i soldi in testa (che diventa Con più soldi in testa) del sopracitato Marracash (l'originale è sull'album Struggle Music di Frank Siciliano e DJ Shocca), il secondo è il remix di Puro bogotà (che diventa Puro Medellin' Unplugged) di Club Dogo featuring Marracash e Vincenzo da Via Anfossi (tratto dall'album Vile denaro). Il terzo remix si tratta del brano Dogologia, con due versioni: l'originale e il remix di Don Joe, brano dell'album.
Il titolo è un chiaro riferimento al brano Welcome to the Jungle dei Guns N' Roses, presente nell'album Appetite for Destruction.

## Tracce
1. Dogodrama Intro (Dogo Gang feat. DJ Drama)
2. Benvenuti nella giungla (Club Dogo & Vincenzo da Via Anfossi feat. Marracash)
3. Dogologia (Club Dogo feat. Marracash & Vincenzo da Via Anfossi)
4. Dogo Gang controlla l'Italia (Club Dogo & Vincenzo da Via Anfossi)
5. Any Way I Can (Club Dogo, Karkadan & Montenero feat. Duke Montana)
6. Giorno sacro (Ted Bundy)
7. Italia 90 (Piazze) (Jake La Furia feat. Emi Lo Zio)
8. Ragazza chic (Club Dogo feat. Johnny Lambo)
9. Con più soldi in testa (Marracash)
10. Figlio di un dio minore (Montenero feat. Gué Pequeno)
11. Hai comprato la... (Club Dogo & Vincenzo da Via Anfossi)
12. Libro senza cuore (Jake La Furia feat. Ensi & Ntò)
13. Puro Medellin' Unplugged (Club Dogo, Vincenzo da Via Anfossi & Marracash)

## Formazione
- Club Dogo
  - Gué Pequeno - rapping
  - Jake La Furia - rapping
  - Don Joe - beatmaker
- Emi Lo Zio - rapping
- Karkadan - rapping
- Marracash - rapping
- Montenero - rapping
- Ted Bundy - rapping
- Vincenzo da Via Anfossi - rapping
- Deleterio - beatmaker

## Classifiche
| Classifica (2008) | Posizione massima |
| ----------------- | ----------------- |
| Italia            | 70                |